# تیم ملی فوتبال زیر ۲۳ سال کامرون
تیم ملی فوتبال زیر ۲۳ سال کامرون (انگلیسی: Cameroon national under-23 football team) نماینده کامرون در مسابقات بین‌المللی فوتبال در بازی های المپیک است. انتخاب به بازیکنان زیر 23 سال محدود می شود، به جز در بازی های المپیک که استفاده از سه بازیکن با بیش از این سن مجاز است. 
این تیم تحت کنترل فدراسیون فوتبال کامرون است